# Bisera Veletanlić
Bisera Veletanlić (Sisak, 15. septembar 1942) srpska je džez pevačica i interpretator zabavne muzike. Ona je jedno od najvećih imena domaće šlageristike i zvezda domaćih festivala 1970-ih godina. U svojoj bogatoj muzičkoj karijeri snimila je veći broj nezaboravnih melodija, koje su obeležile jedno vreme.

## Biografija
Rođena je u Sisku, a poreklom je iz Novog Grada, odakle joj potiče otac. Majka joj je Slovenka. Bisera je, kao i njena sestra Senka, počela da peva još u detinjstvu, već u osmoj godini. Pevala je, najpre, samo narodne pesme. Kasnije, u srednjoj školi, zavolela je i zabavnu muziku i počela da peva na školskim priredbama. Završila je srednju ekonomsku školu u Zagrebu. Jedno vreme je učila solo pevanje i violinu u srednjoj muzičkoj školi.

### Karijera
Prvi put je pevala javno 1960. godine u jednoj od emisija "Mikrofon je vaš". Na zagrebačkoj televiziji je debitovala 1963. godine u duetu sa Senkom, a zatim je još dva puta snimala za emisiju „Muzički TV magazin“. Često je nastupala na zabavnim priredbama Produkcije gramofonskih ploča RTB.
U svojoj bogatoj muzičkoj karijeri snimila je veliki broj nezaboravnih pesama, koje su obeležile čitav jedan period u jugoslovenskoj muzici. Bila je aktivni učesnik, i redovno je odnosila prve nagrade stručnog žirija na festivalima "Opatija", "Vaš šlager sezone", "Beogradsko proleće", "Zagrebfest", "Split", "MESAM", a nastupala je i na domaćim izborima za Pesmu Evrovizije.
Najuspešniju saradnju ostvarila je sa Kornelijem Kovačom i drugim beogradskim autorima, a snimala je i sa Arsenom Dedićem (Prozor, Vaš šlager sezone '74, Što još nikom' nismo dali — MESAM '88) i Goranom Bregovićem (Šta ću, nano, dragi mi je ljut - Hit parada '75).
Osim muzikom, Bisera Veletanlić bavila se i glumom (filmovi i TV serije - npr. Ljubavni život Budimira Trajkovića)) i slikarstvom. Njen se muzički stil može opisati kao mešavina velegradskih šansona, domaćih šlagera i džeza. Dobitnica je nagrade za životno delo Nišvila.
Dobitnica je nagrade Godum za životno delo 2022. godine.

## Festivali

### Beogradsko proleće:
- Ne plači, pobednička pesma, '71
- Tajnu smo otkrili, '72
- Ruku mi daj, '73
- Volim te, drugo mesto (podela drugog mesta sa Draganom Mijalkovskim), '74
- Dođi kad zima odlazi, '75
- Nikada više, '76
- Više ne znam ko smo mi, nagrada stručnog žirija za aranžman i nagrada za interpretaciju, '77
- Tebi treba moja snaga, '78
- Rođen si da te volim, '79
- Ko priznaje, pola mu se prašta, '82
- 3. novembar, '83
- Ne plači (Veče retrospektive - najvećih hitova sa festivala Beogradsko proleće), '88
- Ispočetka, '90
- Spavaj mirno, Beograde (Dobri momci), pobednička pesma, '91
- Ne plači, gošća revijalnog dela festivala i dobitnica specijalne nagrade MTS dvorane za životno delo, 2024

### Omladina, Subotica:
- Pevaj pesmu / Izgubljeni put, '64
- Divno je to / Čas koji čekam, '65
- Milo moje, povodom 50-o godišnjice subotičkog festivala mladih, 2011

### Vaš šlager sezone, Sarajevo:
- Još uvijek se nadam, '70
- Dok je naša ljubav trajala, '71
- Prošli dani, '72
- Samoća, '73
- Prozor, '74
- Jesen umire na vodi, nagrada stručnog žirija, '78
- On to zna, '81

### Zagreb:
- Maglovit dan, '73
- Budi dobar i misli na mene, nagrada stručnog žirija, '76
- Dok te ljubim, '80
- Ne govori ništa noćas, '81
- To je bila ljubav, '88

### Opatija:
- Kad bi, '67
- Ti si obala ta, treće mesto, '74
- Ti si čovek moj, '75
- Baj, baj, baj, prva nagrada publike i prva nagrada stručnog žirija, pobednička pesma, '76
- Priznaj mi, '78
- I ljubav ima rok trajanja, '79
- Biće uvek Tito, '81 (veče rodoljubive pesme sa Senkom Veletanlić i Zafirom Hadžimanovim)
- Pesma ljude voli, '84 (sa Senkom Veletanlić i Zafirom Hadžimanovim)

### Pesma leta:
- Uf, strašno je dosadno, '70

### Festival evergrina, Portorož:
- Misti, Zlatna ruža Portoroža, '73

### Hit parada:
- Šta ću nano, dragi mi je ljut, '75
- Aha - aha, '76

### Hit leta:
- Baš me briga, '77

### Split:
- Adio, ljubavi, adio, '77
- Bio jednom jedan čovjek, '85 (veče "Ustanak i more")
- Pjesma o bratstvu i jedinstvu, '87 (sa Senkom Veletanlić i Zafirom Hadžimanovim, veče "Ustanak i more")

### Slavonija:
- Hajde, diko, '72

### Festival vojničkih pesama:
- Karaula, '74

### MESAM:
- Što još nikom nismo dali, '88

### Makfest, Štip:
- Da si merak pesna, '88

### Budva, Pjesma Mediterana:
- Jedno leto kasno, pobednička pesma, '96

### Jugoslovenski izbor za Evrosong:
- Ti nisi kao ja - Beograd '70
- Sad odlazi - Sarajevo '72
- Nisam protiv - Skoplje '84, četrnaesto mesto

## Singlovi
- Crveni cvet / Lutka sad si ti / Da li si usamljen noćas / U moje doba (Extended Play Single, 1964)
- Dečak taj / Ne želim takvu ljubav / Sunny / Volim ceo svet (Extended Play Single, 1967)
- Kad bi (Opatija, 1967)
- Dugo / Ne plači (1971)
- Ruku mi daj / Noć je duga (1973)
- Maglovit dan / Ne traži (1973)
- Milo moje / A ja te znam (1973)
- Među stvarima (Double Extended Play Single, 1974)
- Misli o tebi / Ručak za dvoje (1974)
- Ti si obala ta / Ti nisi sam (1974)
- Volim te / Prozor (1974)
- Dođi, kad zima odlazi / Proletnji dan (1975)
- Šta ću, nano, dragi mi je ljut / Tužno popodne (1975)
- Ti si čovek moj / Još samo malo (1975)
- Dan ljubavi / Ostavi sve (prepev pesme Dan ljubezni od grupe Pepel in kri. Sa Biserom pevaju još i Nada Knežević, Beti Đorđević i Boba Stefanović, 1975)
- Aha, aha / Budi dobar, i misli na mene (1976)
- Baj, baj , baj / 222805 (1976)
- Smejem se bez smisla (2018)
- Još jedna šansa (Muzika iz serije "Žigosani u reketu", 2019)

## Spoljašnje veze
- Nema svrhe boriti se za kvalitet - intervju („Politika“, 26. decembar 2011)
- Mrzeo me što pevam i igram kao crnkinja („Politika“, 16. decembar 2012)